# 幫辛鄉
帮辛乡，又称旁辛乡，是中华人民共和国西藏自治区林芝市墨脱县下辖的一个乡，位于县境北部的雅鲁藏布江河谷，是墨脱县的三个偏远乡之一，2007年人口1351人，大多数为门巴族。距县城59.6公里，交通不便，仅有简易骡马驿道，往返县城需时4天。经济以农业为主，耕地面积约42.40亩，主要种植玉米、水稻、蔓稼等。

## 行政区划
幫辛鄉下辖以下村级行政区划单位：
帮辛村、根登村、岗玉村、肯肯村、西登村、宗荣村和帮果村。